# 27 juin en sport
27 mai 27 juillet
Chronologies thématiques
- Croisades
- Ferroviaires
- Disney

Le 27 juin (178e jour de l'année ou 179e en cas d'année bissextile) en sport.

## Événements

### XIXesiècle
- 1879 :
  - (Aviron) : régate universitaire entre Harvard et Yale. Harvard s'impose[1].
- 1890 :
  - (Boxe) : George Dixon devient le premier noir champion du monde de boxe. Il s’empare du titre en s’imposant face à Nunc Wallace par KO à la 18e reprise.
- 1901 :
  - (Compétition automobile) : Paris-Berlin remporté par Henri Fournier sur une Mors.

### XXesièclede1901à1950
- 1906 :
  - (Compétition automobile) : première édition du Grand Prix automobile de France au Mans. Le pilote hongrois Ferenc Szisz s'impose sur une Renault.
- 1921 :
  - (Cyclisme) : départ du Tour de France.
- 1926 :
  - (Compétition automobile) : Grand Prix de France à Miramas. Le pilote français Jules Goux s'impose sur une Bugatti.
- 1933 :
  - (Cyclisme) : départ du Tour de France.

### XXesièclede1951à2000
- 1953 :
  - (Athlétisme) : Buddy Davis établit un nouveau record du monde du saut en hauteur à 2.12 mètres.
- 1965 :
  - (Compétition automobile) : le pilote britannique Jim Clark remporte le Grand Prix automobile de France sur une Lotus-Climax.
- 1968 :
  - (Cyclisme) : départ du Tour de France.
- 1970 :
  - (Cyclisme) : départ du Tour de France.
- 1974 :
  - (Cyclisme) : départ du Tour de France.
- 1976 :
  - (Rallye automobile) : arrivée du Rallye du Maroc.
- 1979 :
  - (Cyclisme) : départ du Tour de France.
- 1984 :
  - (Football) : en finale du Championnat d'Europe de football 1984, la France remporte l'Euro face à l'Espagne en finale au Parc des Princes (2-0).
  - (Natation) : à Indianapolis, Rick Carey porte le record du monde du 200 m dos à 1 min 58 s 86.
- 1993 :
  - (Athlétisme / Coupe d'Europe des nations d'athlétisme 1993) : les Russes enlèvent le titre chez les hommes et chez les femmes.
- 1999 :
  - (Formule 1) : le pilote allemand Heinz-Harald Frentzen remporte le Grand Prix automobile de France 1999 sur une Jordan-Mugen-Honda.

### XXIesiècle
- 2006 :
  - (Football) : l'Équipe de France de football bat l'équipe d'Espagne 3-1 en huitième de finale de la Coupe du Monde.
- 2010 :
  - (Football) : deux huitièmes de finale de la Coupe du Monde à Johannesburg et Bloemfontein.
  - (Formule 1) : Grand Prix d'Europe.
- 2015 :
  - (Cyclisme sur route /Championnats de France) : en s'imposant sur les routes de Chantonnay en Vendée, Pauline Ferrand-Prévot conserve son statut de championne de France.
- 2016 :
  - (Tennis /Grand Chelem) : début de la 130e édition du Tournoi de Wimbledon et du 3e Grand Chelem de l'année qui se déroule jusqu'au 10 juillet 2016 à Wimbledon au Royaume-Uni.
- 2021 :
  - (Athlétisme /Record du monde) : lors des sélections olympiques américaines disputées à Eugene, Sydney McLaughlin établit un nouveau Record du monde du 400 mètres haies en 51 s 90 en réalisant une dernière ligne droite superbe[2].
  - (Basket-ball /Euro féminin) : sur la finale de l'Euro féminin 2021, la Serbie s'impose face à la France 63-54.
  - (Compétition automobile /Formule 1) : sur le Grand Prix automobile de Styrie disputé sur le circuit de Spielberg en Autriche, victoire du Néerlandais Max Verstappen, suivi du Britannique Lewis Hamilton et le Finlandais Valtteri Bottas complète le podium.
  - (Compétition motocycliste /Championnat du monde de vitesse moto) : sur le Grand Prix moto des Pays-Bas, victoire du Français Fabio Quartararo en MotoGP, de l'Espagnol Raúl Fernández en Moto2 et de l'Italien Dennis Foggia en Moto3.
  - (Cyclisme sur route /Tour de France) : sur la 2e étape du Tour de France qui se déroule entre Perros-Guirec et Mûr-de-Bretagne - Guerlédan, sur une distance de 183,5 kilomètres, victoire du Néerlandais Mathieu van der Poel qui s'empare du maillot jaune.

## Naissances

### XIXesiècle
- 1842 :
  - Jamie Anderson, golfeur écossais. Vainqueur des Open britannique 1877, 1878 et 1879. († 16 août 1905).
- 1870 :
  - Clarence Hobart, joueur de tennis américain. († 2 août 1930).
- 1886 :
  - Charlie Macartney, joueur de cricket australien. (35 sélections en test cricket). († 9 septembre 1958).

### XXesièclede1901à1950
- 1905 :
  - Armand Mondou, hockeyeur sur glace canadien. († 13 septembre 1976).
- 1918 :
  - Adolph Kiefer, nageur américain. Champion olympique du 100 m dos aux Jeux de Berlin 1936. († 5 mai 2017).
- 1920 :
  - Fernando Riera, footballeur puis entraîneur chilien. (17 sélections en équipe nationale). Sélectionneur de l'équipe du Chili 1958 à 1962. († 23 septembre 2010).
- 1926 :
  - Don Raleigh, hockeyeur sur glace canadien. († 21 août 1912).
- 1930 :
  - Tommy Kono, haltérophile américain. Champion olympique des -67,5 kg aux Jeux d'Helsinki 1952 puis champion olympique des -82,5 kg aux Jeux de Melbourne 1956 et médaillé d'argent des -75 kg aux Jeux de Rome 1960. Champion du monde d'haltérophilie des -75 kg 1953, 1957, 1958 et 1959 puis champion du monde d'haltérophilie des -82,5 kg 1954 et 1955. († 24 avril 2016).
- 1931 :
  - Maurice Chastanier, handballeur puis entraîneur français. (53 sélections en équipe de France). († 22 mai 1982).
- 1933 :
  - Gus Zernial, joueur de baseball américain. († 20 janvier 2011).
- 1934 :
  - Helmut Noll, 84 ans, rameur d'aviron allemand. Vice-champion olympique du deux avec barreur aux Jeux d'été de 1952. († 27 novembre 2018).
- 1938 :
  - Evgeni Ivchenko, athlète de marches soviétique puis ukrainien. Médaillé de bronze du 50 km aux Jeux de Moscou 1980. († 2 juin 1999).
- 1944 :
  - Patrick Sercu, cycliste sur route et sur piste belge. Champion olympique du km aux Jeux de Tokyo 1964. Champion du monde de cyclisme sur piste de la vitesse individuelle 1967 et 1969. († 19 avril 2019).
- 1945 :
  - Catherine Lacoste, golfeuse française. Victorieuse de l'US Open de golf 1965.
- 1946 :
  - Bernard Lamitié, athlète de triple saut français.
- 1947 :
  - Abdel Djaadaoui, footballeur puis entraîneur algérien. (2 sélections en équipe nationale).

### XXesièclede1951à2000
- 1957 :
  - Gabriella Dorio, athlète de demi-fond italienne. Championne olympique du 1 500 m aux Jeux de Los Angeles 1984.
- 1960 :
  - Craig Hodges, basketteur américain.
- 1961 :
  - André Ahrlé, pilote de course automobile d'endurance allemand.
- 1964 :
  - Serge Le Dizet, footballeur puis entraîneur français.
  - Chuck Person, basketteur américain.
- 1965 :
  - Stéphane Paille, footballeur puis entraîneur français. (8 sélections équipe de France). († 27 juin 2017).
- 1967 :
  - Sylvie Fréchette, nageuse de synchronisée canadienne. Championne olympique en solo aux Jeux de Barcelone 1992, et d'argent de l'épreuve du ballet aux Jeux d'Atlanta 1996.
  - Phil Kearns, joueur de rugby à XV australien. Champion du monde de rugby 1991 et 1999(67 sélections en équipe nationale).
- 1969 :
  - Viktor Petrenko, patineur artistique hommes soviétique puis ukrainien. Médaillé de bronze aux Jeux de Calgary 1988 puis champion olympique aux Jeux d'Albertville 1992. Champion du monde de patinage artistique 1992. Champion d'Europe de patinage artistique 1990, 1991 et 1994.
- 1970 :
  - Régine Cavagnoud, skieuse alpine française. Championne du monde de ski alpin du super-G 2001. († 31 octobre 2001).
  - Jim Edmonds, joueur de baseball américain.
- 1974 :
  - Sébastien Dumez, pilote de course automobile français.
- 1977 :
  - Raúl González, footballeur espagnol. Vainqueur des Ligue des champions 1998, 2000 et 2002. (102 sélections en équipe nationale).
- 1980 :
  - Alexander Peya, joueur de tennis autrichien.
  - Kevin Pietersen, joueur de cricket anglais. (104 sélections en test cricket).
- 1983 :
  - Jim Johnson, joueur de baseball américain.
  - Rachael Vanderwal, basketteuse britannique. (37 sélections en équipe nationale).
- 1984 :
  - Gökhan Inler, footballeur turco-suisse. (92 sélections avec l'équipe de Suisse).
- 1985 :
  - Svetlana Kuznetsova, joueuse de tennis russe. Victorieuse de l'US Open de tennis 2004 et de Roland Garros 2009, des Fed Cup 2004, 2007 et 2008.
  - Nico Rosberg, pilote de F1 germanofinlandais. Champion du monde de Formule 1 2016. (23 victoires en Grand Prix).
- 1986 :
  - Evgeniya Belyakova, basketteuse russe. Championne d'Europe de basket-ball féminin 2011. Victorieuse de l'Euroligue féminine 2018.
  - Adrien Malavard, joueur français de rugby à XV
  - LaShawn Merritt, athlète de sprint américain. Champion olympique du 400 m et du relais 4 × 400 m aux Jeux de Pékin 2008 puis du relais 4 × 400 m et médaillé de bronze du 400 m aux Jeux de Rio 2016. Champion du monde d'athlétisme du relais 4 × 400 m 2005, 2007, 2011 et 2015 puis champion du monde d'athlétisme du 400 m et du relais 4 × 400 m 2009 et 2013.
- 1987 :
  - Aimee Barrett-Theron, arbitre sud-africaine de rugby à XV.
  - Aurore Climence, judokate française.
  - Rafael Valls, cycliste sur route espagnol.
- 1988 :
  - Luka Mezgec, cycliste sur route slovène.
- 1989 :
  - Florencia Busquets, volleyeuse argentine. (64 sélections en équipe nationale).
  - Frank Stäbler, lutteur de gréco-romaine allemand. Champion du monde de lutte en -66 kg 2015. Champion d'Europe de lutte en -66 kg 2012.
- 1990 :
  - Laura van der Heijden, handballeuse néerlandaise. Championne du monde féminin de handball 2019. (251 sélections en équipe nationale).
  - Taylor Phinney, cycliste sur route et sur piste américain. Champion du monde de cyclisme sur piste de la poursuite individuelle 2009 et 2010. Champion du monde de cyclisme sur route du contre la montre par équipes 2015.
- 1991 :
  - Germán Pezzella, footballeur argentin. Vainqueur de la Copa Sudamericana 2014. (19 sélections en équipe nationale).
  - Davide Villella, cycliste sur route italien.
- 1992 :
  - Michał Daszek, handballeur polonais. (95 sélections en équipe nationale).
  - Stiven Mendoza, footballeur colombien.
  - Ferry Weertman, nageur en eau libre néerlandais. Champion olympique du 10 km en eau libre aux Jeux de Rio 2016. Champion du monde de natation du 10 km en eau libre 2017.
  - Joseph Young, basketteur américain.
- 1993 :
  - Romane Bernies, basketteuse française. (3 sélections en équipe de France).
- 1994 :
  - Brice Johnson, basketteur américain.
- 1995 :
  - Monte Morris, basketteur américain.
  - Dienaba Sy, handballeuse franco-sénégalaise. (11 sélections avec l'équipe du Sénégal).
  - Glódís Viggósdóttir, footballeuse islandaise.
- 1997 :
  - Alexandre Roumat, joueur de rugby à XV français.
- 1998 :
  - Jean-Ricner Bellegarde, footballeur français.
  - Marius Lindvik, sauteur à ski norvégien. Médaillé d'argent en individuel aux Jeux de la jeunesse de Lillehammer 2016.
  - Amina Tounkara, gardienne de but de handball française.
- 2000 :
  - Adam Carlén, footballeur suédois.
  - Braian Ojeda, footballeur paraguayen.

### XXIesiècle
- 2002 :
  - Jarrad Branthwaite, footballeur anglais.
  - Aarón Suárez, footballeur costaricien.
- 2004 :
  - Hugo Larsson, footballeur suédois.

## Décès

### XXesièclede1901à1950
- 1905 :
  - Harold Mahony, 38 ans, joueur de tennis irlandais et britannique. Médaillé d'argent du simple et du double mixte puis médaillé de bronze du double homme aux Jeux de Paris 1900. Vainqueur du Tournoi de Wimbledon 1896. (° 13 février 1867).
- 1944 :
  - Arthur Brown, 59 ans, footballeur anglais. (2 sélections en équipe nationale). (° 6 avril 1885).

### XXesièclede1951à2000
- 1954 :
  - Giovanni Rossignoli, 71 ans, cycliste sur route italien. (° 3 décembre 1882).
- 1960 :
  - Lottie Dod, 88 ans, joueuse de tennis et tireuse à l'arc britannique. Médaillée d'argent au tir à l'arc aux Jeux de Londres 1908. Victorieuse des tournois de Wimbledon 1887, 1888, 1891, 1892 et 1893. (° 24 septembre 1871).
- 1962 :
  - Richard Herrmann, 39 ans, footballeur allemand. Champion du monde de football 1954. (8 sélections en équipe nationale). (° 28 janvier 1923).
- 1970 :
  - Daniel Kinsey, 68 ans, athlète de haies américain. Champion olympique du 110 m haies aux Jeux de Paris 1924. (° 22 janvier 1902).
  - Charles Lelong, 79 ans, athlète de sprint français. Médaillé d'argent du relais 4 × 400 m aux Jeux de Stockholm 1912). (° 18 mars 1891).

### XXIesiècle
- 2004 :
  - Jean Graczyk, 71 ans, cycliste sur piste et sur route français. Médaillé d'argent de la poursuite par équipes aux Jeux de Melbourne 1956. (° 26 mai 1933).
- 2008 :
  - Franck Fiawoo, 66 ans, footballeur togolais. (° 6 juin 1942).
- 2013 :
  - Alain Mimoun, 92 ans, athlète de fond français. Médaillé d'argent du 10 000 m aux Jeux de Londres 1948, du 5 000 et du 10 000 m aux Jeux d'Helsinki 1952 puis champion olympique du marathon aux Jeux de Melbourne 1956. Médaillé d'argent du 5 000 et du 10 000 m aux Championnats d'Europe d'athlétisme 1950. (° 1er janvier 1921).
- 2017 :
  - Stéphane Paille, 52 ans, footballeur puis entraîneur français. (8 sélections équipe de France). (° 27 juin 1965).
  - Ric Suggitt, 58 ans, entraîneur de rugby à XV et à sept canadien. Sélectionneur de l'Équipe du Canada de rugby à XV féminin, de l'Équipe du Canada de rugby à sept et de l'Équipe du Canada de rugby à XV de 2004 à 2007 puis de l'Équipe des États-Unis de rugby à sept féminin de 2010 à 2017. (° 30 octobre 1958).